# Pleurotomella bureaui
Pleurotomella bureaui is een slakkensoort uit de familie van de Raphitomidae. De wetenschappelijke naam van de soort is voor het eerst geldig gepubliceerd in 1897 door Dautzenberg & H. Fischer.